# Jud (Texas)
Pour les articles homonymes, voir Jud.
Jud est une ville fantôme aux États-Unis située à l'extrême ouest du comté de Haskell, dans le Texas du Nord.

## Géographie
La ville se situe sur la FM 617, à 7 milles (11,27 km) à l'ouest de Rochester.  
Le Double Mountain Fork (en) et la Salt Fork Brazos River (en) se confondent à environ 3 milles (4,83 km) à l'ouest de l'actuelle Jud pour former la rivière Brazos.